# Турдейская Манон Леско
«Турде́йская Мано́н Леско́» — повесть русского искусствоведа и писателя Всеволода Петрова о короткой истории любви офицера и санитарки в годы Великой Отечественной войны. Хотя повесть была написана около 1946 года, впервые опубликована она была в 2006 году в журнале «Новый мир» (подготовка текста к печати Владимира Эрля). В составе сборника избранной прозы и воспоминаний Всеволода Петрова повесть вышла в 2016 году.
В рукописи повесть имеет подзаголовок «Трагическая пастораль», не приведённый в её публикациях.
Повесть посвящается памяти Михаила Кузмина, в круг которого в молодости входил Петров.

## Сюжет
Офицер, прикомандированный к военному госпиталю, во время длительного перемещения эшелона из тыла к фронту знакомится с дружинницей Верой и влюбляется в неё. Вере двадцать лет, однако она уже дважды была замужем и часто заводит в пути новые романы. Главный герой, от лица которого ведётся повествование, воспринимает Веру сквозь призму истории, искусства и классической литературы, сравнивая её с Марией-Антуанеттой, думая, что у неё «лицо с картины Ватто», видя в ней новую Манон Леско — «идеал галантного века, „женщину, созданную для любви“, воплощение загадочной и невинно-порочной женственности». Хотя у Веры уже есть ухажёр из числа раненых, со временем она отвечает взаимностью на чувства героя.
Несколько дней рассказчик и Вера проводят вместе на станции с «французским, каким-то бретонским названием» Турдей (железнодорожная станция на юге Тульской области), где госпиталь расселяют по домам в ожидании нового эшелона. Вера рассказывает герою историю своей семьи и своей жизни до войны. При этом герой ощущает, что рядом с Верой он утрачивает чувство времени и не может представить себе для них двоих «какого-то будущего, ни хорошего, ни дурного». Через несколько дней госпиталь погружают в новый эшелон.
Эшелон приближается к фронту, и герой получает новое назначение вдали от Веры. Он просит докторшу Нину Алексеевну заботиться о Вере и уезжает, думая о том, что Вера может легко изменить ему с другим. Через некоторое время он попадает в деревню, где при больнице осталась Вера. Нина Алексеевна рассказывает герою, что очень сдружилась с Верой. Хотя сама Вера встречает героя радостно, ему кажется, что она успела изменить ему. На следующий день он уезжает, а ночью видит горящую вдали деревню и узнаёт, что Вера погибла при бомбёжке.

## История написания
Автограф рукопись (машинопись) был передан в 1978 году после смерти Петрова его вдовой Мариной Николаевной Ржевуской в рукописный отдел ИРЛИ. Дата в автографе не указана, поэтому при первой публикации была указана приблизительная дата в угловых скобках (<1946?>). В дневниках Петрова упоминается начало работы над «Манон Леско» — 3 ноября 1943 года, дата завершения работы — 22 января 1944 года.
Сама история имеет автобиографические мотивы: Петров в годы войны был офицером военно-санитарного поезда, в который доставляли раненых бойцов с фронта. Именно здесь возникла его любовь к санитарке Вере Мушниковой. Так, в дневниковой записи от 11 февраля 1943 года Петров пишет: «Внезапно нарушилась растительная жизнь в теплушке из-за Веры Мушниковой, заставившей меня испытать настоящие муки любви», а 20 февраля он впервые называет её литературным именем: «Лёжа на нарах, надумал себе любовь к этой советской Манон Леско. Уж не юность ли снова ко мне возвращается?». Далее в дневнике есть записи об измене Веры с Розаем, об их объяснениях с Петровым. Впоследствии Веру перевели в Елец. Наконец, в записи от 3 июня 1943 года Петров пишет: «Вера умерла. Письмо от её подруги, с известием об её смерти. 14 мая убита бомбой».
В базе данных ОБД Мемориал есть сведения о медсестре Мушниковой Вере Алексеевне, уроженке Ленинграда, умершей от ран 14 мая 1943 года и похороненной в Фатеже.

## Отзывы
Литературовед Сергей Бочаров в предисловии к первой публикации повести говорит о том, что если написанная в те же годы повесть Виктора Некрасова «В окопах Сталинграда» показала «окопную правду», то правду, которую мы читаем в повести о фронтовой Манон Леско, можно назвать «правдой о вечных законах жизни, любви и искусства, действующих и в смертельных обстоятельствах». Назвав произведение «очень необычной военной повестью», Бочаров говорит о том, что в ней «простая история совершается по законам искусства».
В 2016 году в книге избранных произведений Петрова были опубликованы статьи Олега Юрьева и Андрея Урицкого, посвященные повести. По мнению Олега Юрьева, текст Петрова, где основное действие происходит в военно-санитарном поезде, — это отклик на военную повесть Веры Пановой «Спутники», своеобразный «перевертыш», интонационно и эмоционально меняющий местами «хороших советских людей» и не примкнувшего к ним интеллигента-одиночку. Эта точка зрения, однако, противоречит тому, что повесть Петрова основана на реальных событиях и написана до написания повести Пановой.
Появился также целый ряд рецензий на повесть. Так, Николай Александров назвал её «удивительным, принципиально не советским произведением, как будто вневременным, намеренно смешивающим век двадцатый и век восемнадцатый»: «Это военно-полевой роман (…), написанный с какой-то пронзительной простотой». Анна Наринская пишет о том, что повесть «написана удивительно прозрачным языком» и её «не стесняясь можно назвать шедевром». Сюжетную линию повести критик характеризует как «саморазоблачительную (но, и это важно, не самолюбовательно-эксгибиционистскую) историю интеллигента, для которого сложность, смешение искусства и жизни вошло уже в плоть и кровь». По мнению Наринской, речь идёт «не про противостояние советского-несоветского, а про вечную оппозицию „я и другие“… про необходимость — несмотря на это разделение — прикосновения к другому человеку и про убийственность такого прикосновения». Константин Львов сформулировал «экспозицию повести» — «человек как точка в безбрежном пространстве времени». По его словам, любовная история героя развивается по канону, названному Прустом «перебоями чувства», при этом герой сам считает себя мистическим виновником гибели Веры. Вместе с тем «прижизненная разлука не воспрепятствует вневременной любви», и в целом повесть утверждает «победу искусства над жизнью и смертью».

## Переводы
В 2017 году вышел нидерландский перевод повести с подзаголовком «хроника любви», в 2019 году — французский перевод под названием «Юная Вера: русская Манон Леско».